# David Filo
David Filo (ur. 20 kwietnia 1966, Wisconsin) – amerykański biznesmen. Współzałożyciel, wraz z Jerrym Yangiem, serwisu internetowego Yahoo!.
Filo pochodzi z Wisconsin. W wieku 6 lat przeniósł się do Moss Bluff w Luizjanie, skończył Tulane University i Uniwersytet Stanforda.